# Trung Oregon

Vị trí của Trung Oregon

Trung Oregon (tiếng Anh: Central Oregon) là một vùng địa lý nằm gần trung tâm tiểu bang Oregon. Vùng này thông thường được xem là bao gồm các quận Deschutes, Jefferson và Crook. Các thành phố chính yếu trong Trung Oregon là La Pine, Sunriver, Bend, Redmond, Madras, và Prineville.